# Storseisundbrua
Storseisundbrua je konzolový most přes mořský průliv Storseisund v norském kraji Møre a Romsdal. Měří 260 metrů a je nejdelším z osmi mostů na silnici Atlanterhavsveien (Atlantická cesta) spojující ostrov Averøya s pevninou, maximální výška nad hladinou dosahuje 23 metrů a největší ze tří oblouků má rozpětí 130 metrů. K mostu se přijíždí po kamenných náspech, mostovka je vyklenutá a navíc horizontálně zahnutá; z určitého úhlu tak most vypadá, jako by končil ve vzduchu. Získal proto přezdívku „opilý most“. Stavba mostu byla zahájena v roce 1983 a pro automobilovou dopravu byl otevřen 7. července 1989 (vybíralo se na něm mýtné do roku 1999, kdy byly náklady na stavbu uhrazeny).